# Temporada da Stock Car Brasil de 1979
O Campeonato Stock Car de 1979 foi o ano inaugural da principal categoria do automobilismo brasileiro. Teve como vencedor o piloto Paulo Gomes.
Contexto histórico
Foi criada em 1977 para ser uma alternativa à extinta Divisão 1 (D1), que corria com as marcas Chevrolet (Opala) e Ford (Maverick). Isso ocorreu pelo desinteresse do público e dos patrocinadores por se tornar uma categoria monomarca, dada a superioridade dos modelos Chevrolet. Para que isso não ocorresse, a General Motors criou uma nova categoria, que unia desempenho e sofisticação. O nome foi um golpe de mestre, pois além de emular o nome da famosa categoria americana, a NASCAR, desviava a atenção da marca única.
A primeira prova ocorreu em 22 de abril de 1979, no Autódromo de Tarumã, no Rio Grande do Sul. A criação da categoria foi a melhor resposta a um antigo anseio de uma comunidade apaixonada por carros de corrida, ou seja, uma categoria de Turismo que unisse desempenho e sofisticação.
Regulamento
O regulamento foi criado para limitar os custos, procurando equilíbrio, sem comprometer as performances dignas das competições internacionais.

## Equipes e pilotos
| Equipe                                                      | Construtor | Carro                  | Pneu | N.° | Nome do piloto          | Rodada     |
| ----------------------------------------------------------- | ---------- | ---------------------- | ---- | --- | ----------------------- | ---------- |
| Equipe Coca-Cola Brasil/Polwax                              | Chevrolet  | Opala 250-S 4.1L 171cv | C    | 22  | Paulo Gomes             | Todas      |
| Equipe Coca-Cola Brasil/Polwax                              | Chevrolet  | Opala 250-S 4.1L 171cv | C    | 53  | Márcio Mauro            | 2, 7 e 12  |
| Equipe Johnson                                              | Chevrolet  | Opala 250-S 4.1L 171cv | P    | 17  | Ingo Hoffmann           | 2-14       |
| Equipe Johnson                                              | Chevrolet  | Opala 250-S 4.1L 171cv | P    | 12  | Ricardo Fontanari       | 1 e 10     |
| Águia Autosport                                             | Chevrolet  | Opala 250-S 4.1L 171cv | M    | 18  | Ricardo Baptista        | 6          |
| Giaffone Motorsport                                         | Chevrolet  | Opala 250-S 4.1L 171cv | M    | 89  | Afonso Giaffone Jr.     | Todas      |
| Giaffone Motorsport                                         | Chevrolet  | Opala 250-S 4.1L 171cv | M    | 91  | Zeca Giaffone           | Todas      |
| Spinelli Racing                                             | Chevrolet  | Opala 250-S 4.1L 171cv | C    | 37  | Walter Spinelli         | Todas      |
| Spinelli Racing                                             | Chevrolet  | Opala 250-S 4.1L 171cv | C    | 93  | Joannis Likoroupoulos   | 2-14       |
| Equipe Havoline-Texaco                                      | Chevrolet  | Opala 250-S 4.1L 171cv | P    | 14  | Olimpio Alencar Jr      | Todas      |
| Equipe Havoline-Texaco                                      | Chevrolet  | Opala 250-S 4.1L 171cv | P    | 97  | Leonardo Sánchez        | 3 e 7-8    |
| Team Metalpó                                                | Chevrolet  | Opala 250-S 4.1L 171cv | B    | 54  | Mauro Sá Motta          | 2-14       |
| Team Metalpó                                                | Chevrolet  | Opala 250-S 4.1L 171cv | B    | 74  | Guilherme Mottur        | 4, 6 e 8   |
| Castrol Racing                                              | Chevrolet  | Opala 250-S 4.1L 171cv | M    | 6   | Reinaldo Campello       | Todas      |
| Ashford Motorsports                                         | Chevrolet  | Opala 250-S 4.1L 171cv | P    | 65  | Fernando Tradt          | 12         |
| Valvoline Team                                              | Chevrolet  | Opala 250-S 4.1L 171cv | C    | 3   | Raul Boesel             | Todas      |
| Valvoline Team                                              | Chevrolet  | Opala 250-S 4.1L 171cv | C    | 77  | Paulo Totaro            | 2          |
| Bastos Racing Team                                          | Chevrolet  | Opala 250-S 4.1L 171cv | C    | 45  | Carlos Eduardo Andrade  | Todas      |
| Larus Turbo/Sandvik/Net Oz SuperAuto                        | Chevrolet  | Opala 250-S 4.1L 171cv | P    | 68  | René de Nigris          | 2-14       |
| WB Motorsports                                              | Chevrolet  | Opala 250-S 4.1L 171cv | P    | 79  | Sidney Alves            | Todas      |
| WB Motorsports                                              | Chevrolet  | Opala 250-S 4.1L 171cv | P    | 56  | José Moraes Neto        | Todas      |
| Boettger Competições                                        | Chevrolet  | Opala 250-S 4.1L 171cv | C    | 35  | Edgar Mello Filho       | 2-14       |
| Boettger Competições                                        | Chevrolet  | Opala 250-S 4.1L 171cv | C    | 82  | Mauro Turcatel          | Todas      |
| Camel Grand Prix                                            | Chevrolet  | Opala 250-S 4.1L 171cv | C    | 80  | João Carlos Palhares    | Todas      |
| Caster Competições                                          | Chevrolet  | Opala 250-S 4.1L 171cv | P    | 26  | Luiz Alberto Pereira    | Todas      |
| Caster Competições                                          | Chevrolet  | Opala 250-S 4.1L 171cv | P    | 38  | Nelson Lacerda          | 2-14       |
| Benson & Hedges Team                                        | Chevrolet  | Opala 250-S 4.1L 171cv | C    | 70  | Paulo Valiengo          | 2-14       |
| Chesterfield Racing                                         | Chevrolet  | Opala 250-S 4.1L 171cv | B    | 81  | Luiz Aladino Osorio     | Todas      |
| Só Eixos/Carretas FG Racing                                 | Chevrolet  | Opala 250-S 4.1L 171cv | B    | 99  | Marciano Testa          | 2-14       |
| Só Eixos/Carretas FG Racing                                 | Chevrolet  | Opala 250-S 4.1L 171cv | B    | 40  | Sylvio de Barros        | 5-6 e 9-14 |
| Charm Equipe                                                | Chevrolet  | Opala 250-S 4.1L 171cv | M    | 71  | Rodrigo Mello           | 3          |
| Touring/Molykote/Renocap Team                               | Chevrolet  | Opala 250-S 4.1L 171cv | P    | 76  | Walter Travaglini       | Todas      |
| Dimep Grand Prix                                            | Chevrolet  | Opala 250-S 4.1L 171cv | C    | 92  | Arthur Bragantini       | 2-14       |
| Liberty Plaza/Itaú Anti-Corrosão/Verde e Amarelo Motorsport | Chevrolet  | Opala 250-S 4.1L 171cv | C    | 62  | José Luiz Nogueira      | Todas      |
| Refricentro/Macarrão Eme-Gê Autosport                       | Chevrolet  | Opala 250-S 4.1L 171cv | C    | 15  | José Cantanhede         | Todas      |
| Cedro Cereais/Pneulândia/Fabidan Company                    | Chevrolet  | Opala 250-S 4.1L 171cv | C    | 39  | Camilo Christófaro Jr   | Todas      |
| Team Metalpó-Combustol                                      | Chevrolet  | Opala 250-S 4.1L 171cv | M    | 42  | Alfredo Guaraná Menezes | Todas      |
| Agip-Blindex Racing                                         | Chevrolet  | Opala 250-S 4.1L 171cv | C    | 7   | Julio Tedesco           | 2-14       |

## Calendário e resultados

### Etapas
| #  | Circuito              | Data                  | Pole Position        | Volta mais rápida    | Piloto Vencedor     | Equipe Vencedora               |
| -- | --------------------- | --------------------- | -------------------- | -------------------- | ------------------- | ------------------------------ |
| 1  | GP de Viamão          | 22 de abril           | João Carlos Palhares | Afonso Giaffone Jr.  | Afonso Giaffone Jr. | Giaffone Motorsport            |
| 2  | GP de Guaporé         | 29 de abril           | Afonso Giaffone Jr.  | Afonso Giaffone Jr.  | Afonso Giaffone Jr. | Giaffone Motorsport            |
| 3  | GP de São Paulo       | 13 de maio            | Afonso Giaffone Jr.  | Afonso Giaffone Jr.  | Afonso Giaffone Jr. | Giaffone Motorsport            |
| 4  | GP do Rio de Janeiro  | 27 de maio            | Zeca Giaffone        | Afonso Giaffone Jr.  | Zeca Giaffone       | Giaffone Motorsport            |
| 5  | GP de Goiânia         | 10 de junho           | Olimpio Alencar Jr   | Raul Boesel          | Olimpio Alencar Jr  | Equipe Havoline-Texaco         |
| 6  | GP de Brasília        | 17 de junho           | Paulo Gomes          | Ingo Hoffmann        | Afonso Giaffone Jr. | Giaffone Motorsport            |
| 7  | GP de Fortaleza       | 15 de julho           | Olimpio Alencar Jr   | Paulo Gomes          | Olimpio Alencar Jr  | Equipe Havoline-Texaco         |
| 8  | GP Nacional           | 30 de setembro        | Paulo Gomes          | Paulo Gomes          | Paulo Gomes         | Equipe Coca-Cola Brasil/Polwax |
| 9  | GP de Tarumã          | 14 de outubro         | Olimpio Alencar Jr   | Julio Tedesco        | Raul Boesel         | Valvoline Team                 |
| 10 | GP das Esmeraldas     | 29 de outubro         | Raul Boesel          | Raul Boesel          | Raul Boesel         | Valvoline Team                 |
| 11 | GP da Guanabara       | 4 de novembro         | Paulo Gomes          | João Carlos Palhares | Olimpio Alencar Jr  | Equipe Havoline-Texaco         |
| 12 | GP Cidade Maravilhosa | 25 de novembro        | Olimpio Alencar Jr   | Raul Boesel          | Paulo Gomes         | Equipe Coca-Cola Brasil/Polwax |
| 13 | GP de Cascavel        | 9 de dezembro         | Zeca Giaffone        | Olimpio Alencar Jr   | Raul Boesel         | Valvoline Team                 |
| 14 | GP de Interlagos      | 25 de janeiro de 1980 | Paulo Gomes          | Paulo Gomes          | Paulo Gomes         | Equipe Coca-Cola Brasil/Polwax |

## Classificação

### Campeonato de pilotos
| Pos | Piloto                  | VIA | GUA | SPO | RJO | GOI | BRA | EUS | SPO | VIA | ESM | RJO | GBA | CAS | INT | Pts |
| --- | ----------------------- | --- | --- | --- | --- | --- | --- | --- | --- | --- | --- | --- | --- | --- | --- | --- |
| 1   | Paulo Gomes             | 7   | 4   | 2   | 2   | 5   | 3   | 5   | 1   | 5   | Ret | 2   | 1   | Ret | 1   | 212 |
| 2   | Olimpio Alencar Jr      | 3   | 5   | 6   | 6   | 1   | 19  | 1   | 4   | 8   | 4   | 1   | 3   | 21  | 14  | 158 |
| 3   | Afonso Giaffone Jr.     | 1   | 1   | 1   | 3   | 4   | 1   | 2   | 28† | 11  | 7   | 3   | 5   | 2   | 13  | 157 |
| 4   | Raul Boesel             | 6   | 2   | 4   | 17  | 3   | 6   | 3   | 15  | 1   | 1   | 5   | 21  | 1   | 11  | 141 |
| 5   | Zeca Giaffone           | Ret | 16  | 3   | 1   | 6   | 15  | 6   | 27† | Ret | 27  | 8   | 6   | 5   | 5   | 98  |
| 6   | João Carlos Palhares    | 2   | 6   | Ret | 15  | 26  | 17  | 7   | 5   | 4   | 5   | 4   | 4   | 13  | 9   | 97  |
| 7   | Ingo Hoffmann           |     | Ret | Ret | 7   | 7   | 2   | 9   | Ret | 3   | 3   | 21  | Ret | 6   | 3   | 90  |
| 8   | Mauro Sá Motta          |     | 21  | Ret | 12  | 9   | 5   | 4   | 2   | 7   | 2   | 7   | 7   | 10  | 6   | 78  |
| 9   | Sidney Alves            | 10  | 9   | 7   | 9   | 16  | 11  | 14  | 7   | 9   | 6   | 6   | 2   | 3   | 8   | 67  |
| 10  | Walter Spinelli         | 5   | 8   | Ret | 18  | 2   | 4   | 19  | 12  | 2   | 24  | 9   | Ret | 14  | 21  | 57  |
| 11  | Reinaldo Campello       | NC  | 17  | 9   | 5   | 14  | 25  | 8   | 3   | 16  | 9   | 12  | 19  | 7   | 2   | 41  |
| 12  | Carlos Eduardo Andrade  | 8   | 3   | 18  | 24† | 11  | 8   | 18  | 19  | 14  | 12  | 19  | Ret | Ret | 15  | 36  |
| 13  | Paulo Valiengo          |     | 19  | 14  | 4   | 10  | 12  | 17  | 21  | 27† | 17  | 17  | 11  | 4   | 4   | 34  |
| 14  | Luiz Aladino Osorio     | 4   | 7   | 10  | Ret | 15  | 10  | 11  | 6   | 28† | 19  | 10  | 12  | Ret | 28† | 20  |
| 15  | José Luiz Nogueira      | 13  | 13  | 5   | 20  | 13  | Ret | 22  | 20  | 19  | 10  | 20  | 14  | 17  | 27† | 10  |
| 16  | Walter Travaglini       | 11  | 10  | 19  | 10  | 12  | 14  | 13  | 10  | 6   | Ret | 18  | 9   | 16  | 12  | 8   |
| 17  | Julio Tedesco           |     | Ret | 15  | Ret | Ret | 23  | 16  | 8   | 15  | 13  | 27  | 18  | 8   | 7   | 7   |
| 18  | Alfredo Guaraná Menezes | 14  | 11  | Ret | 16  | 8   | 7   | 15  | 9   | Ret | 20  | 22  | 22† | Ret | 18  | 6   |
| 19  | José Cantanhede         | 15  | 14  | 12  | 8   | 22  | 26  | 26  | 13  | 10  | 8   | 13  | Ret | 9   | 10  | 5   |
| 20  | Camilo Christófaro Jr   | 12  | 24  | 8   | 14  | 21  | Ret | 10  | Ret | 26  | 16  | Ret | 15  | Ret | DNS | 5   |
| 21  | Marciano Testa          |     | Ret | 13  | 22  | 20  | Ret | 12  | 11  | 18  | 22  | 15  | 10  | Ret | 19  | 4   |
| 22  | Arthur Bragantini       |     | Ret | 17  | 13  | 19  | 16  | Ret | 18  | 22  | 25  | 26  | Ret | 15  | 17  | 2   |
| 23  | Luiz Alberto Pereira    | 9   | Ret | 20† | Ret | 18  | 18  | 24  | 24  | 17  | 18  | 24  | Ret | 20  | 20  | 2   |
| 24  | Nelson Lacerda          |     | 15  | Ret | Ret | Ret | 22  | 25  | 16  | 20  | Ret | 11  | 8   | 11  | 29† | 1   |
| 25  | René de Nigris          |     | 20  | 21† | 21  | 17  | 9   | 27  | 17  | 12  | 11  | 29  | Ret | 12  | 16  | 0   |
| 26  | Joannis Likoroupoulos   |     | 22  | 11  | 11  | 23  | 20  | 23  | 22  | 21  | 15  | 23  | 17  | 22  | 24  | 0   |
| 27  | José Moraes Neto        | 16  | 12  | Ret | Ret | 24  | Ret | 20  | 14  | 13  | 23  | 25  | 13  | 18  | 26  | 0   |
| 28  | Edgar Mello Filho       |     | 18  | DNS | 19  | 27  | 13  | 21  | 26  | 23  | 14  | 14  | 16  | 19  | 22  | 0   |
| 29  | Mauro Turcatel          | Ret | 23  | 16  | 23  | 25  | 24  | Ret | 25  | 24  | 26  | 28  | 20  | 23  | 25  | 0   |
| 30  | Sylvio de Barros        |     |     |     |     | 28  | 21  |     |     | 25  | 21  | 16  | Ret | Ret | 23  | 0   |
| 31  | Márcio Mauro            |     | Ret |     |     |     |     | Ret |     |     |     |     | INF |     |     | 0   |
| 32  | Leonardo Sánchez        |     |     | DSQ |     |     |     | Ret | 23  |     |     |     |     |     |     | 0   |
| 33  | Ricardo Fontanari       | Ret |     |     |     |     |     |     |     |     | Ret |     |     |     |     | 0   |
| 34  | Guilherme Mottur        |     |     |     | NQ  |     | NQ  |     | Ret |     |     |     |     |     |     | 0   |
| 35  | Paulo Totaro            |     | Ret |     |     |     |     |     |     |     |     |     |     |     |     | 0   |
| 36  | Ricardo Baptista        |     |     |     |     |     | Ret |     |     |     |     |     |     |     |     | 0   |
| 37  | Fernando Tradt          |     |     |     |     |     |     |     |     |     |     |     | Ret |     |     | 0   |
| 38  | Rodrigo Mello           |     |     | Ret |     |     |     |     |     |     |     |     |     |     |     | 0   |
| Pos | Piloto                  | VIA | GUA | SPO | RJO | GOI | BRA | EUS | SPO | VIA | ESM | RJO | GBA | CAS | INT | Pts |

| Cor      | Resultado            |
| -------- | -------------------- |
| Ouro     | Vencedor             |
| Prata    | 2º lugar             |
| Bronze   | 3º lugar             |
| Verde    | Terminou, nos pontos |
| Azul     | Terminou, sem pontos |
| Púrpura  | Retirou-se (Ret)     |
| Vermelho | Não qualificado (NQ) |
| Preto    | Desqualificado (DSQ) |
| Branco   | Não largou (NL)      |
| Sem cor  | Não participou (NP)  |
| Sem cor  | Lesionado (Les)      |
| Sem cor  | Excluído (EX)        |